# Юхновський Андрій Павлович
Юхно́вський Андрі́й Па́влович (12 жовтня 1981 , Львів, Львівська область, Українська РСР, СРСР ) — український архітектор і художник.

## Біографія
Народився 12 жовтня 1981 року в місті Львові. 1997 року закінчив Львівську художню школу. У 1998–2001 роках навчався на архітектурному факультеті Національного університету «Львівська політехніка». У 2001–2004 роках навчався в Національній академії образотворчого мистецтва і архітектури (НАОМА) на архітектурному факультеті отримав ступінь «магістр архітектури». Протягом 2007–2008 років навчався на факультеті Промислове та цивільне будівництва Київського національного університету будівництва і архітектури, здобуваючи другу вищу освіту.
У липні 2003 — вересні 2007 та листопаді 2010 — вересні 2014 року — архітектор, начальник групи архітектурно-планувального відділу Державного підприємства «Проектний інститут „Укрметротонельпроект“».
У листопаді 2007 — лютому 2008 року — провідний архітектор ТОВ «Terra Development», розробка концепції генеральних планів котеджних містечок Вишеньки, Гора, Іванково Київської області (2007–2009).
У травні — листопаді 2015 року — архітектор-консультант Комунального підприємства «Київські парки», розробка клаузарних проєктів парку «Нивки», «Труханів острів».
З жовтня 2015 року — викладач-консультант архітектурного факультету НАОМА. 

## Творчий доробок
Архітектор — автор проєктів станцій Київського метрополітену (у складі авторських колективів):
- «Бориспільська» (2005, спільно з архітекторами Тамарою Целіковською, Валерієм Гнєвишевим, Олексієм Нашивочніковим).
- «Вирлиця» (2006, спільно з архітекторами Валерієм Гнєвишевим, Тамарою Целіковською, Олексієм Нашивочніковим).
- «Червоний хутір» (2008, спільно з архітекторами Тамарою Целіковською, Валерієм Гнєвишевим, Юрієм Кравченком, Катериною Бадяєвою).
- «Голосіївська» (2010, спільно з архітекторами Валерієм Гнєвишевим, Тамарою Целіковською, Олексієм Нашивочніковим, Євгеном Плащенком).
- «Виставковий центр» (2011, спільно з архітекторами Валерієм Гнєвишевим, Тамарою Целіковською, Олексієм Нашивочніковим, Євгеном Плащенком, Юрієм Кравченком, Олександром Панченком).
- «Іподром» (2013, спільно з архітекторами Валерієм Гнєвишевим, Тамарою Целіковською, Євгеном Плащенком, Ганною Карасюк, Олександром Панченком).
- «Святошин» (2019, реконструкція, спільно з архітекторами Ольгою Мельник, Валерієм Гнєвишевим, Олексієм Нашивочніковим та Іриною Опанащук).

Архітектор — автор проєктів станцій Подільсько-Вигурівської лінії Київського метрополітену (у складі авторських колективів): «Глибочицька», «Дніпровська» (2000-ні — 2010-ті роки; спільно з архітекторами Валерієм Гнєвишевим, Тамарою Целіковською, Євгеном Плащенком, Олексієм Нашивочніковим, Олександром Панченком, Федором Зарембою).

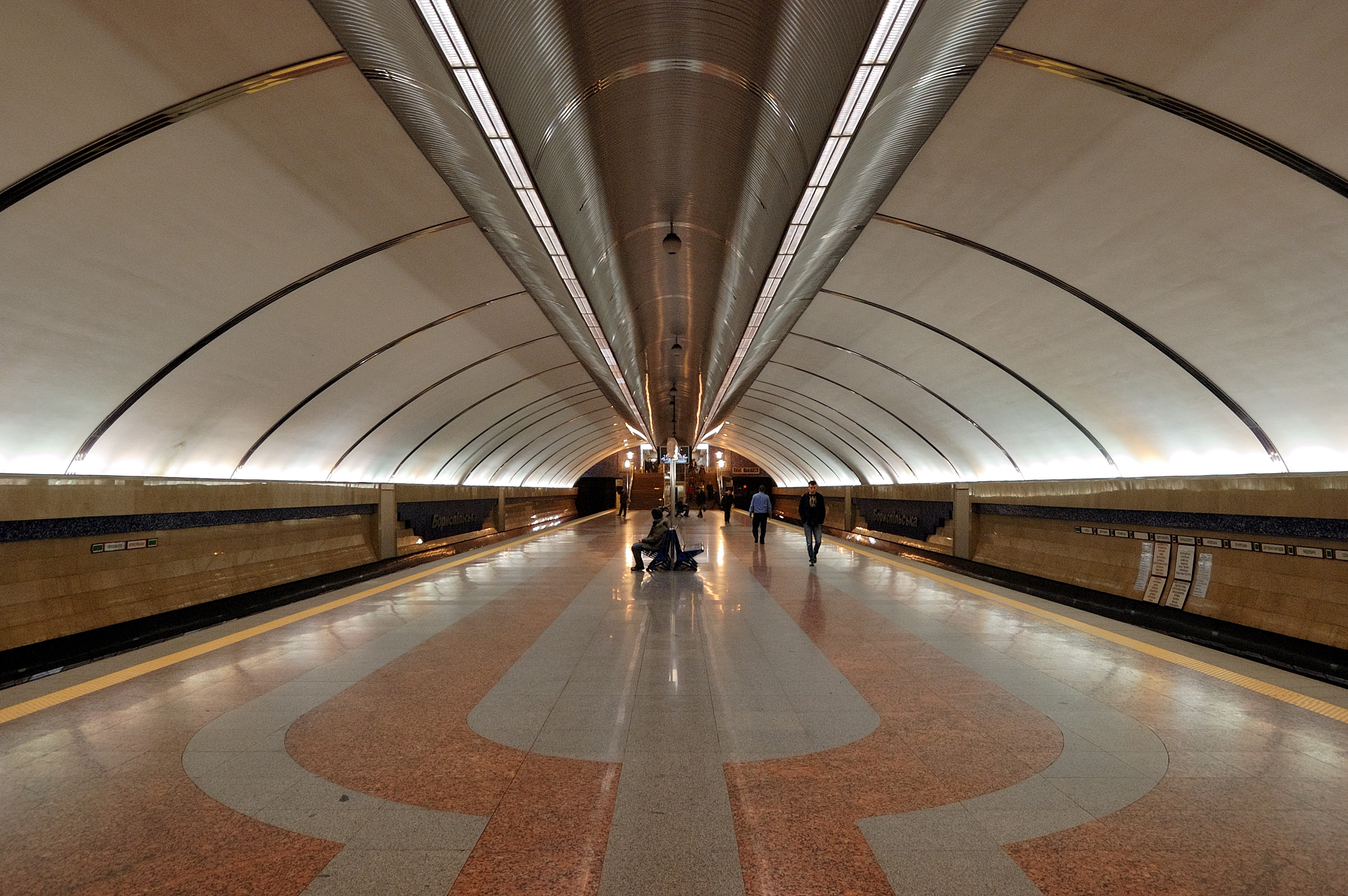
Станція метро «Бориспільська»
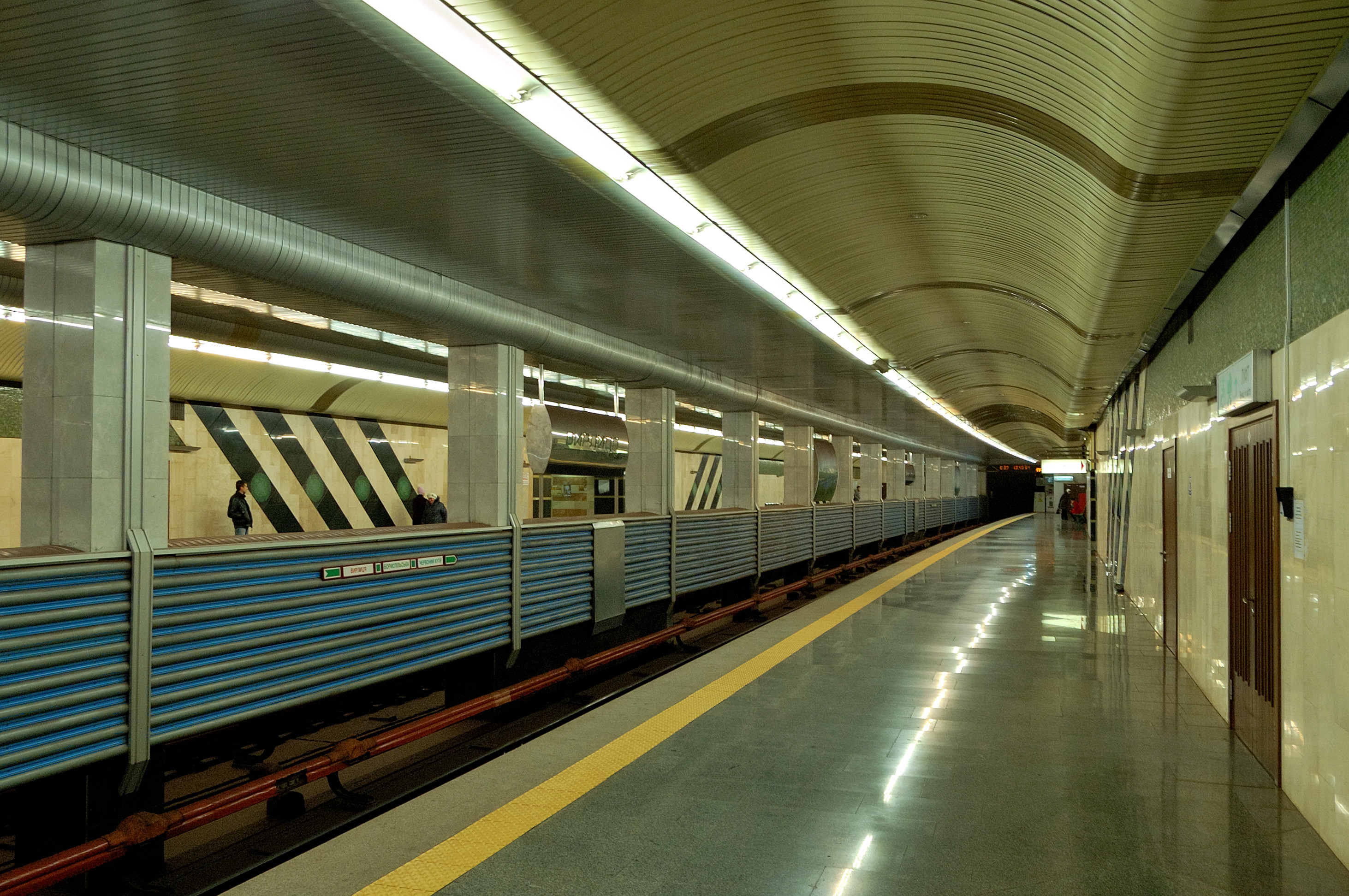
Станція метро «Вирлиця»
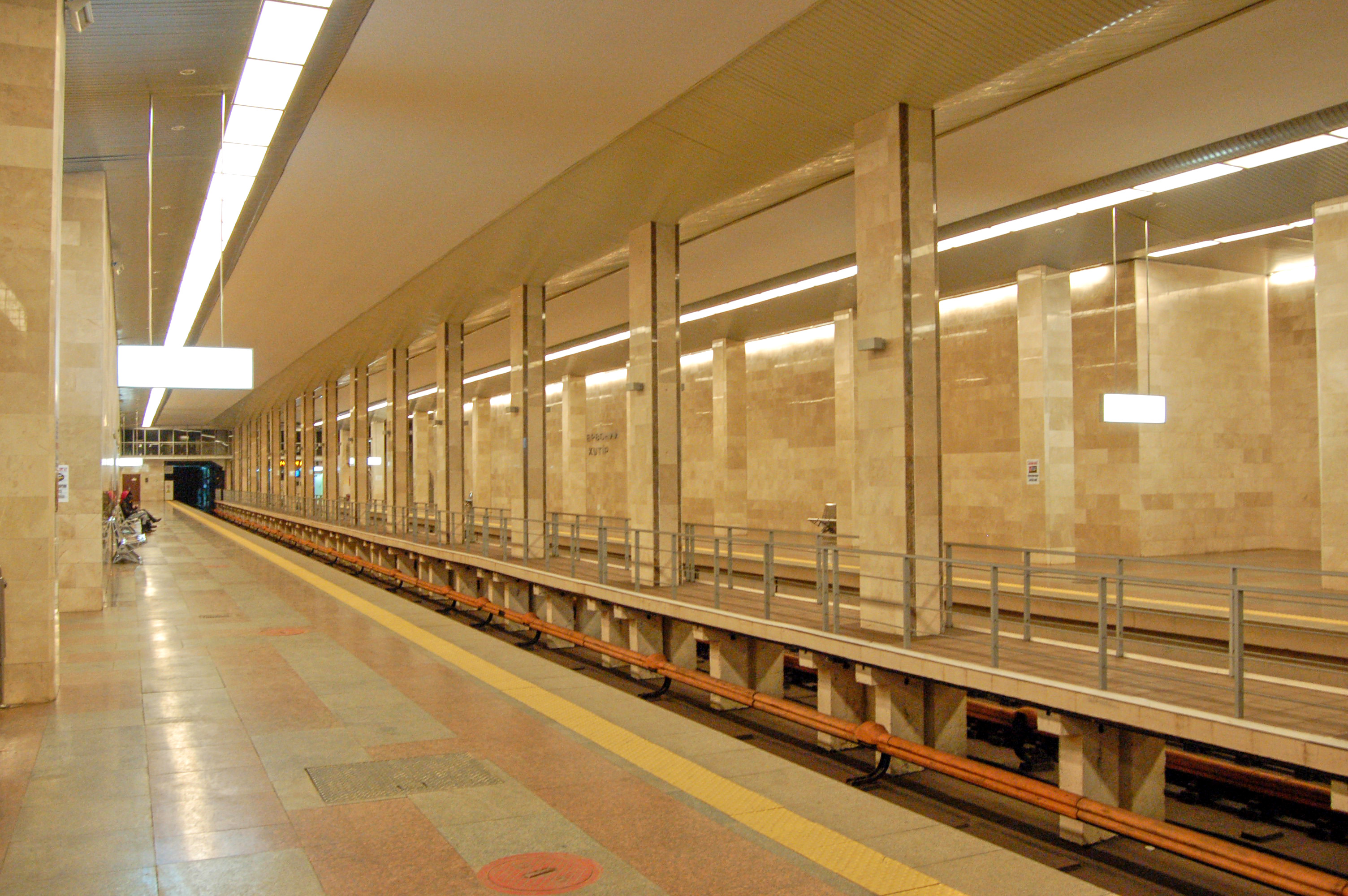
Станція метро «Червоний хутір»
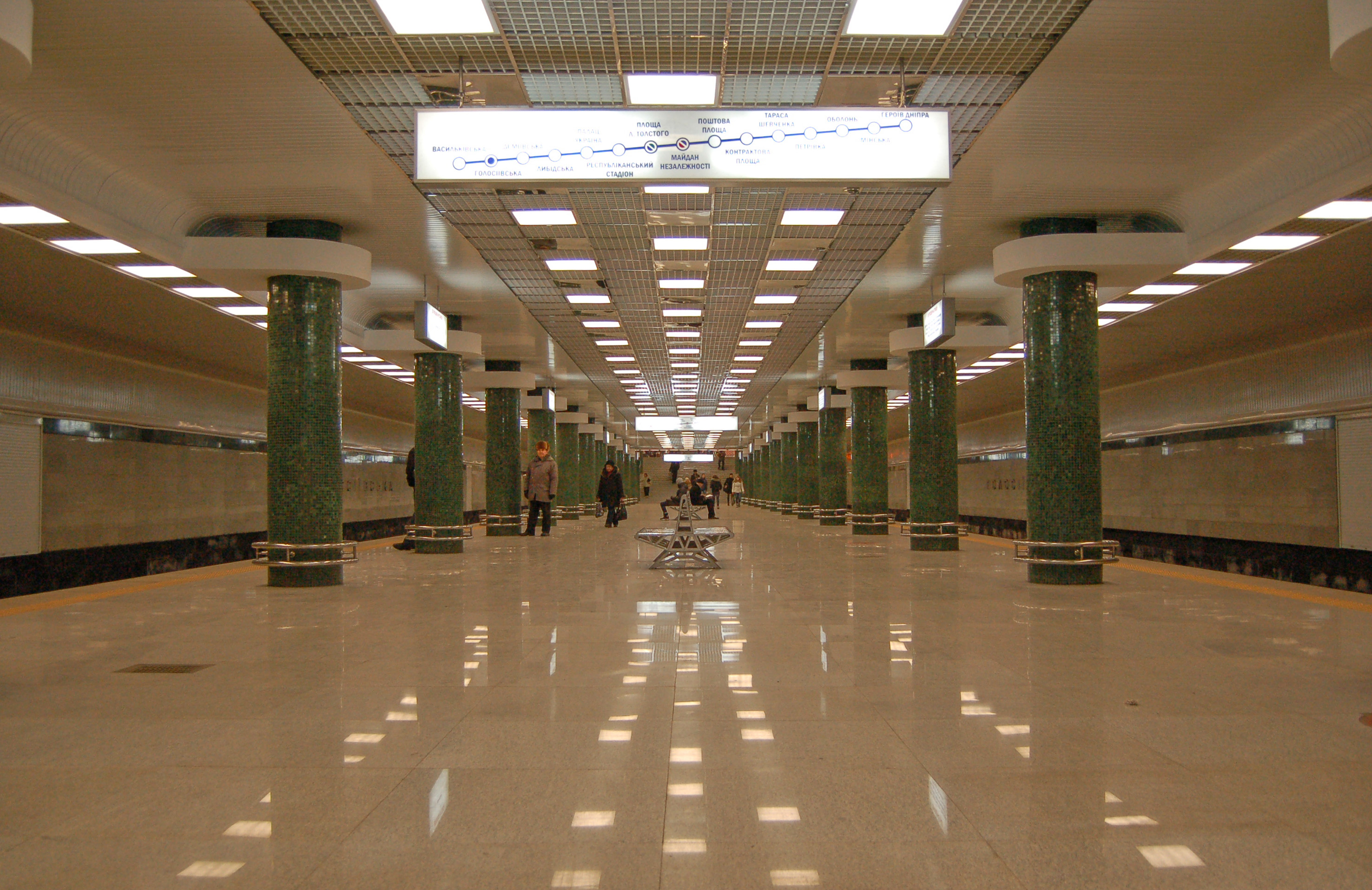
Станція метро «Голосіївська»
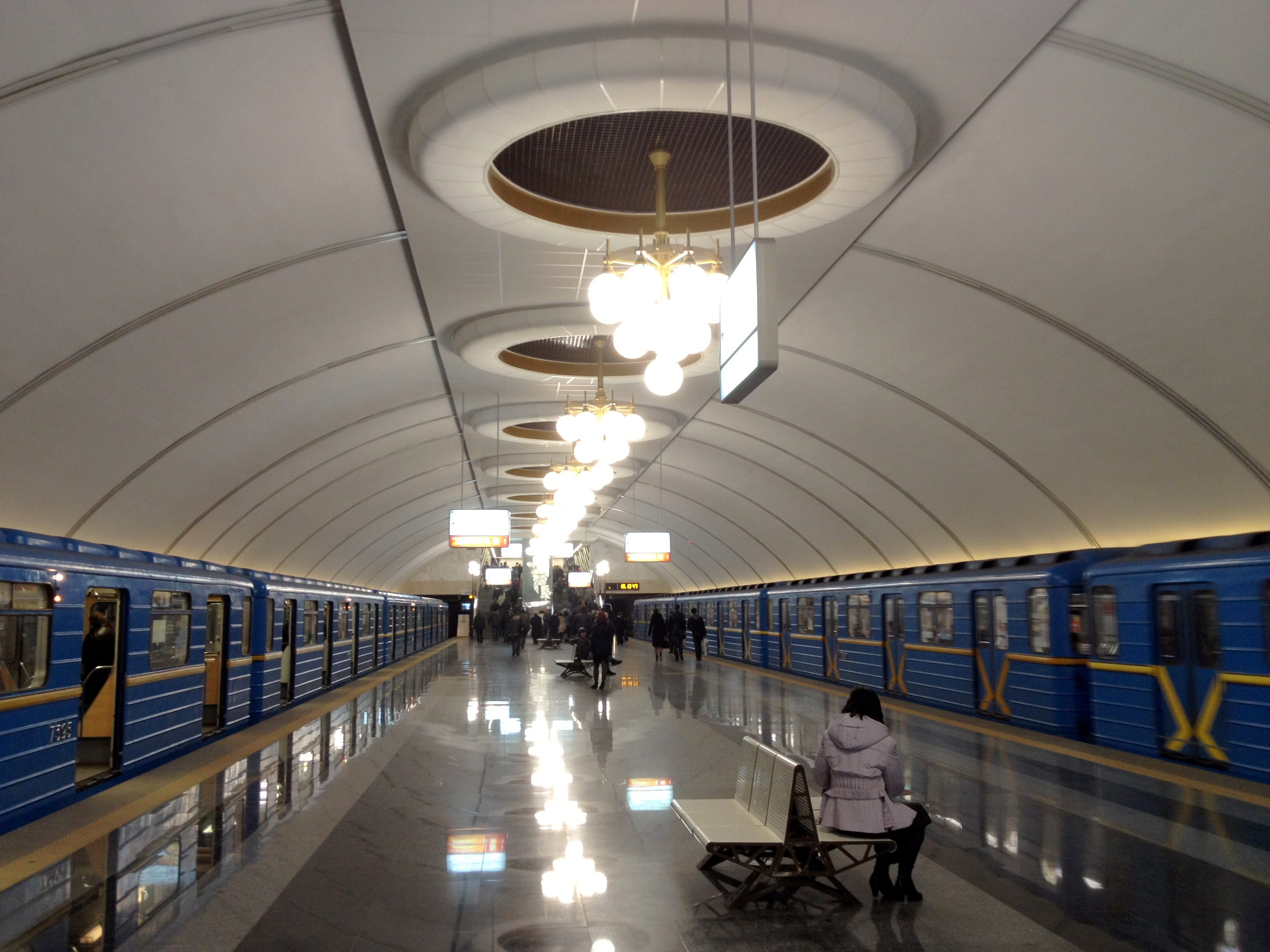
Станція метро «Виставковий центр»
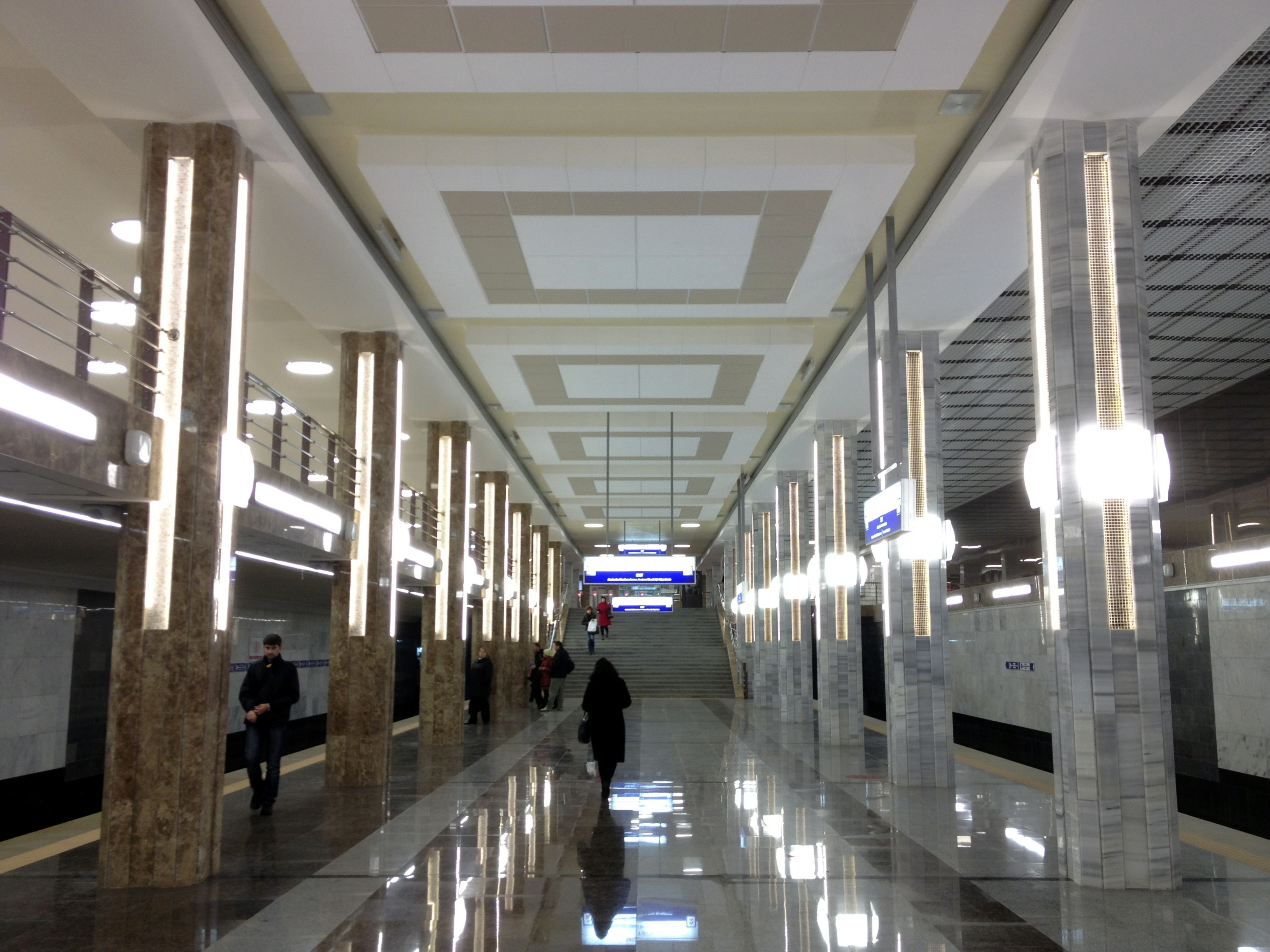
Станція метро «Іподром»
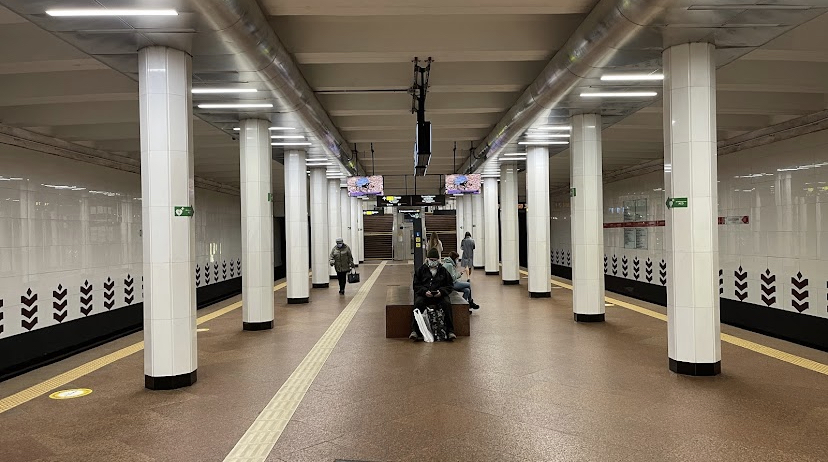
Станція метро «Святошин»